# Gerald Warnecke
Gerald Warnecke (Luneburg, 2 de janeiro de 1959). Mais conhecido como "Preacher", foi guitarrista do Running Wild de 1982 até 1985.
No Running Wild, única banda profissional de que fez parte, gravou os álbuns Gates to Purgatory (1984) e Branded and Exiled (1985), além do video Live in Bochum (1985). Saiu do Running Wild após desentendimentos com Rolf e queria se dedicar aos seus estudos de teologia. Atualmente é pastor em Cologne.